# Mateo Bravo
Mateo Bravo (* 31. Mai 1949 in Mexiko-Stadt), auch bekannt unter diversen Spitznamen (San Mateo, El Portero Volador und El Parador de Penales), ist ein ehemaliger mexikanischer Fußballspieler auf der Position des Torwarts, der mit seinem langjährigen Verein UANL Tigres zweimal die mexikanische Fußballmeisterschaft und einmal den mexikanischen Pokalwettbewerb gewann.

## Laufbahn
Mateo Bravo begann seine fußballerische Laufbahn als Linksaußen im Nachwuchsbereich der UNAM Pumas, für die er drei Jahre lang tätig war, bevor er zum Stadtrivalen América wechselte. Als bei einer Gastspielreise seines neuen Vereins beide Torhüter verletzungsbedingt ausgefallen waren, stand Bravo erstmals im Tor und überzeugte auf dieser Position, so dass er fortan als Torwart agierte.
Seinen ersten Profivertrag erhielt Bravo 1971 beim CF Pachuca, mit dem er 1973 in die zweite Liga abstieg. 1974 wechselte er zu den UANL Tigres, bei denen er zwölf Jahre lang unter Vertrag stand und mit denen er seine größten Erfolge feierte.
In der Saison 1977/78 hütete für gewöhnlich der Nationaltorhüter José Pilar Reyes das Tor der Tigres, so dass Bravo unter normalen Umständen keine Chance auf Einsätze hatte. Doch als die Meisterschaft in ihre entscheidende Phase rückte, wurde Reyes zur Vorbereitung auf die Fußball-Weltmeisterschaft 1978 in den Kader der Nationalmannschaft berufen und stand somit für die Liguillas nicht zur Verfügung. So kam Bravo in den Genuss, diese wichtigen Spiele bestreiten zu dürfen, in denen die Tigres sich im Viertelfinale mit dem Gesamtergebnis von 4:2 gegen die UAG Tecos und im Halbfinale mit dem Gesamtergebnis von 3:1 gegen den CD Cruz Azul durchsetzen und für die Finalspiele qualifizieren konnten. In diesen setzten die Tigres sich (ebenfalls mit dem Gesamtergebnis von 3:1) gegen Bravos ersten Verein UNAM Pumas durch und gewannen zum ersten Mal in der Vereinsgeschichte den Meistertitel.
In der Saison 1981/82, die die Tigres mit ihrem zweiten Meistertitel krönten, wiederholte sich die Geschichte auf ähnliche Weise. Diesmal qualifizierte Mexiko sich zwar nicht für die Fußball-Weltmeisterschaft, aber Reyes verletzte sich und musste erneut durch Bravo ersetzt werden. Bei den Siegen in der Meisterschaftsendrunde gegen den Club Universidad de Guadalajara (1:1 und 2:1 im Viertelfinale) sowie seinen ehemaligen Verein América (2:0 und 0:1 im Halbfinale) zeigte Bravo erneut eine erstklassige Leistung, mit der er seiner Mannschaft erneut zum Finaleinzug verhalf und sich den Spitznamen „San Mateo“ erwarb. In den Finalspielen gegen das favorisierte Team des damals noch in der Hauptstadt beheimateten Club Atlante retteten die Tigres sich bis ins Elfmeterschießen, wo „San Mateo“ zwei Elfmeter hielt und entscheidenden Anteil am 3:1-Erfolg seiner Mannschaft hatte. Bei diesem Elfmeterschießen erwarb er sich die Spitznamen „El Portero Volador“ (dt. „Der fliegende Torwart“) und „El Parador de Penales“ (dt. „Der Elfmeterkiller“).
1986 verließ er die Tigres und verbrachte seine beiden letzten Spielzeiten als Fußballprofi bei den Cobras Querétaro sowie beim Club Atlante.
Nach seiner aktiven Laufbahn kehrte er zu den Tigres zurück, bei denen er lange als Torwarttrainer arbeitete. Nach der Trennung des Vereins vom Cheftrainer Francisco Avilán am Ende der Saison 1993/94 war Bravo kurzzeitig als Interimstrainer der Tigres im Einsatz.

## Erfolge
- Mexikanischer Meister: 1978, 1982
- Mexikanischer Pokalsieger: 1976